# Dardani (popolo dell'Asia Minore)

la Troade

I Dardani (greco Δάρδανοι, Dardanoi) erano gli abitanti della Dardania, regione dell'Asia Minore, facente parte dell'attuale Turchia moderna situata in prossimità della costa occidentale.
I Dardani, secondo quanto scrive Omero, furono alleati dei Troiani e stanziati nei pressi del Monte Ida. 
Capostipite e re eponimo dei Dardani fu Dardano, figlio mitico di Zeus e di Elettra, nonché antenato di Ilo, fondatore di Troia. 
Nei testi classici, Dardani e Troiani sono spesso sinonimi.